# Club Baloncesto Gran Canaria 2018-2019
Questa voce raccoglie le informazioni riguardanti il Club Baloncesto Gran Canaria nelle competizioni ufficiali della stagione 2018-2019.

## Stagione
La stagione 2018-2019 del Club Baloncesto Gran Canaria è la 28ª nel massimo campionato spagnolo di pallacanestro, la Liga ACB.

## Roster
Aggiornato al 14 luglio 2018.
| Herbalife Gran Canaria 2018-19 | Herbalife Gran Canaria 2018-19 |
| Giocatori                      | Staff tecnico                  |
| ------------------------------ | ------------------------------ |

| N. | Naz.                                           | Ruolo | Nome                   | Anno | Alt.   | Peso   |  |
| -- | ---------------------------------------------- | ----- | ---------------------- | ---- | ------ | ------ |  |
| 0  | Stati Uniti (bandiera)                         | A     | Jacob Wiley            | 1994 | 203 cm | 101 kg |  |
| 2  | Polonia (bandiera) · Spagna (bandiera)         | C     | Aleksander Balcerowski | 2000 | 216 cm | 112 kg |  |
| 4  | Spagna (bandiera)                              | G     | Albert Oliver          | 1978 | 187 cm | 84 kg  |  |
| 5  | Stati Uniti (bandiera) · Senegal (bandiera)    | P     | Clevin Hannah          | 1987 | 178 cm | 71 kg  |  |
| 6  | Regno Unito (bandiera)                         | P     | Luke Nelson            | 1995 | 191 cm | 86 kg  |  |
| 7  | Stati Uniti (bandiera)                         | P     | Josh Magette           | 1989 | 185 cm | 73 kg  |  |
| 8  | Svezia (bandiera) · Spagna (bandiera)          | AP    | Marcus Eriksson        | 1993 | 201 cm | 87 kg  |  |
| 9  | Estonia (bandiera)                             | A     | Siim-Sander Vene       | 1990 | 203 cm | 97 kg  |  |
| 12 | Rep. Ceca (bandiera)                           | C     | Ondřej Balvín          | 1992 | 217 cm | 110 kg |  |
| 13 | Rep. Dominicana (bandiera) · Spagna (bandiera) | A     | Eulis Báez (C)         | 1982 | 201 cm | 95 kg  |  |
| 14 | Lettonia (bandiera)                            | C     | Anžejs Pasečņiks       | 1995 | 216 cm | 100 kg |  |
| 21 | Spagna (bandiera)                              | AP    | Oriol Paulí            | 1994 | 201 cm | 84 kg  |  |
| 22 | Spagna (bandiera)                              | AP    | Xavi Rabaseda          | 1989 | 196 cm | 93 kg  |  |
| 23 | Stati Uniti (bandiera)                         | A     | Chris Evans            | 1991 | 203 cm | 100 kg |  |
| 24 | Stati Uniti (bandiera) · Camerun (bandiera)    | G     | D.J. Strawberry        | 1985 | 196 cm | 94 kg  |  |
| 25 | Finlandia (bandiera)                           | AC    | Alexander Madsen       | 1995 | 207 cm | 103 kg |  |
| 31 | Serbia (bandiera)                              | P     | Nikola Radičević       | 1994 | 196 cm | 91 kg  |  |
| 34 | Stati Uniti (bandiera)                         | AG    | Cory Jefferson         | 1990 | 206 cm | 99 kg  |  |
| 40 | Stati Uniti (bandiera) · Armenia (bandiera)    | C     | Luke Fischer           | 1994 | 211 cm | 113 kg |  |
| 41 | Francia (bandiera)                             | AG    | Kim Tillie             | 1988 | 210 cm | 105 kg |  |
|    | Spagna (bandiera)                              | P     | Javi López             | 1999 | 185 cm |        |  |

| Allenatore |
| - Salva Maldonado (fino al 5 dicembre) - Víctor García (dal 5 dicembre al 12 marzo) - Pedro Martínez Sánchez (dal 12 marzo)                                                                 |
| Assistente/i |
| - Salva Camps - Víctor García (fino al 5 dicembre) - José Angel Samaniego (fino al 5 dicembre) - Agustí Julbe (dal 17 dicembre) Legenda - (C) Capitano - (IN) Inattivo - Infortunato Roster |

## Mercato

### Sessione estiva
| Acquisti | Acquisti         | Acquisti   | Acquisti      | Acquisti |
| R.a      | Nome             | da         | Modalità      |          |
| -------- | ---------------- | ---------- | ------------- | -------- |
| P        | Luke Nelson      | Real Betis | fine prestito |          |
| AG       | Kim Tillie       | Olympiakos | definitivo    |          |
| A        | Chris Evans      | Monaco     | definitivo    |          |
| G        | D.J. Strawberry  | Beşiktaş   | definitivo    |          |
| P        | Clevin Hannah    | Murcia     | definitivo    |          |
| AC       | Alexander Madsen | USK Praga  | definitivo    |          |

| Cessioni | Cessioni               | Cessioni          | Cessioni       | Cessioni |
| R.       | Nome                   | a                 | Modalità       |          |
| -------- | ---------------------- | ----------------- | -------------- | -------- |
| P        | Nikola Radičević       | Aquila Trento     | fine contratto |          |
| AP       | Nicolás Brussino       | Canarias Tenerife | fine contratto |          |
| G        | D.J. Seeley            | Rytas Vilnius     | fine contratto |          |
| AC       | Pablo Aguilar Bermúdez | Cedevita Junior   | fine contratto |          |
| P        | Gal Mekel              | Free agent        | fine contratto |          |

### Dopo l'inizio della stagione
| Acquisti | Acquisti         | Acquisti           | Acquisti         | Acquisti   |
| R.       | Nome             | da                 | Data             | Modalità   |
| -------- | ---------------- | ------------------ | ---------------- | ---------- |
| P        | Nikola Radičević | Aquila Trento      | 14 novembre 2018 | definitivo |
| A        | Siim-Sander Vene | Fuenlabrada        | 13 dicembre 2018 | definitivo |
| P        | Josh Magette     | Free agent         | 23 dicembre 2018 | definitivo |
| A        | Jacob Wiley      | Adelaide 36ers     | 20 febbraio 2019 | definitivo |
| AG       | Cory Jefferson   | Guangzhou L. Lions | 22 febbraio 2019 | definitivo |

| Cessioni | Cessioni       | Cessioni   | Cessioni         | Cessioni       |
| R.       | Nome           | a          | Data             | Modalità       |
| -------- | -------------- | ---------- | ---------------- | -------------- |
| A        | Chris Evans    | Free agent | 19 dicembre 2018 | rescissione    |
| P        | Josh Magette   | Free agent | 26 marzo 2019    | fine contratto |
| AG       | Cory Jefferson | Free agent | 9 aprile 2019    | rescissione    |